# Franciscaines servantes de la Croix
Les Franciscaines servantes de la Croix (en latin : Sorores Franciscales Ancillae Crucis) forment une congrégation religieuse féminine hospitalière de droit pontifical qui se voue particulièrement au soin des aveugles.

## Historique
En 1898, la jeune comtesse Róża Czacka devient aveugle et décide de se consacrer aux aveugles. En 1910, elle fonde l'association pour le soin des aveugles, qui, au fil du temps, prend en charge plusieurs centaines d'enfants et d'adultes aveugles. En 1917, elle entre dans le Tiers-Ordre franciscain ; en novembre 1918, elle obtint l'autorisation d'Aleksander Kakowski, archevêque de Varsovie et d'Achille Ratti, nonce apostolique en Pologne (le futur pape Pie XI), d'accepter des candidates dans la nouvelle congrégation qui est officiellement fondée le 1er décembre 1918 ; leurs constitutions sont approuvées le 2 octobre 1922. 
En 1921, on fait don à la fondatrice d'une propriété à Laski près de Varsovie ce qui permet de créer une œuvre pour les aveugles. La maison-mère y est transférée en 1930. Les constitutions de l'institut sont approuvées par le Saint-Siège le 15 août 1981 qui devient dès lors de droit pontifical.

## Activités et diffusion
Les sœurs se dédient aux aveugles, mais aussi, selon leurs constitutions, auprès des personnes « spirituellement aveugles », c'est-à-dire les personnes éloignées de Dieu. 
Elles sont présentes en:
- Europe : Pologne, Ukraine, Italie.
- Afrique : Afrique du Sud, Rwanda.
- Asie : Inde.

En 2017, la congrégation comptait 193 sœurs dans 16 maisons. La maison-mère se trouve à Varsovie.